# 曼吉港
曼吉港是巴西北大河州的一个市镇。总面积318.636平方公里，总人口4909人，人口密度15.4人/平方公里。